# Venator spenceri
Espèce
Venator spenceri est une espèce d'araignées aranéomorphes de la famille des Lycosidae.

## Distribution
Cette espèce est endémique d'Australie. Elle se rencontre dans le Sud-Est de l'Australie-Méridionale, au Victoria, en Nouvelle-Galles du Sud et dans le Sud du Queensland.

## Description
Les mâles mesurent de 9,50 à 12,25 mm et les femelles de 14,85 à 21,70 mm.

## Étymologie
Cette espèce est nommée en l'honneur de Walter Baldwin Spencer.

## Publication originale
- Hogg, 1900 : A contribution to our knowledge of the spiders of Victoria: including some new species and genera. Proceedings of the Royal Society of Victoria (N.S.), vol. 13, p. 68-123 (texte intégral).